# Odontophoridae
Gli Odontoforidi (Odontophoridae Gould, 1844) sono una famiglia di uccelli dell'ordine Galliformes che comprende 34 specie, note come quaglie del Nuovo mondo, diffuse nel continente americano.

## Descrizione
Sono uccelli terrestri, di piccole-medie dimensioni, con corpo compatto, ali piccole e zampe robuste.

## Distribuzione e habitat
La famiglia è diffusa in America del Nord, America centrale e Sudamerica; fa eccezione il genere Ptilopachus, l'unico ad essere presente in Africa.
Occupa una varietà di habitat che vanno dalle foreste tropicali, subtropicali e temperate, alla savana, adattandosi a vivere anche nelle aree coltivate, dal livello del mare sino a 3300 m di altitudine.

## Tassonomia
La famiglia comprende i seguenti generi e specie:
- Genere Ptilopachus
  - Ptilopachus petrosus  (J.F.Gmelin, 1789) - pernice delle rocce
  - Ptilopachus nahani A.J.C.Dubois, 1905 - pernice di Nahan
- Genere Dendrortyx
  - Dendrortyx barbatus Gould, 1846 - pernice boschereccia barbuta
  - Dendrortyx leucophrys (Gould, 1844) -  pernice boschereccia capocamoscio
  - Dendrortyx macroura (Jardine & Selby, 1828) -  pernice boschereccia codalunga
- Genere Oreortyx
  - Oreortyx pictus (Douglas, 1829) -  quaglia di montagna
- Genere Callipepla
  - Callipepla squamata (Vigors, 1830) -  quaglia squamata
  - Callipepla douglasii (Vigors, 1829) -  quaglia elegante
  - Callipepla californica (Shaw, 1798) -  quaglia della California
  - Callipepla gambelii (Gambel, 1843) -  colino di Gambel
- Genere Philortyx
  - Philortyx fasciatus (Gould, 1844) -  quaglia fasciata
- Genere Colinus
  - Colinus virginianus (Linnaeus, 1758) -  colino della Virginia
  - Colinus nigrogularis (Gould, 1843) -  colino golanera
  - Colinus leucopogon (Lesson, 1842) - colino macchiato
  - Colinus cristatus (Linnaeus, 1766) -  colino crestato
- Genere Odontophorus
  - Odontophorus gujanensis (J.F.Gmelin, 1789) -  quaglia boschereccia marmorizzata
  - Odontophorus capueira (von Spix, 1825) -  quaglia boschereccia alimacchiate
  - Odontophorus melanotis Salvin, 1865 -  quaglia boschereccia guancenere
  - Odontophorus erythrops Gould, 1859 -  quaglia boschereccia fronterossiccia
  - Odontophorus atrifrons J.A.Allen, 1900 -  quaglia boschereccia frontenera
  - Odontophorus hyperythrus Gould, 1858 -  quaglia boschereccia castana
  - Odontophorus melanonotus Gould, 1861 -  quaglia boschereccia dorsoscuro
  - Odontophorus speciosus Tschudi, 1843 -  quaglia boschereccia pettorossiccio
  - Odontophorus dialeucos Wetmore, 1963 -  quaglia boschereccia del Tacarcuna
  - Odontophorus strophium (Gould, 1844) -  quaglia boschereccia dalla gorgiera
  - Odontophorus columbianus Gould, 1850 -  quaglia boschereccia del Venezuela
  - Odontophorus leucolaemus Salvin, 1867 -  quaglia boschereccia pettonero
  - Odontophorus balliviani Gould, 1846 -  quaglia boschereccia facciastriata
  - Odontophorus stellatus (Gould, 1843) -  quaglia boschereccia stellata
  - Odontophorus guttatus (Gould, 1838) -  quaglia boschereccia macchiata
- Genere Dactylortyx
  - Dactylortyx thoracicus (Gambel, 1848) -  quaglia canora
- Genere Cyrtonyx
  - Cyrtonyx montezumae (Vigors, 1830) -  quaglia di Montezuma
  - Cyrtonyx ocellatus (Gould, 1837) -  quaglia ocellata
- Genere Rhynchortyx
  - Rhynchortyx cinctus (Salvin, 1876) -  quaglia facciafulva